# Robert Kiener
Viktor Robert Kiener (* 14. Februar 1866 in Bolligen; † 2. August 1945 in Bern) war ein Schweizer Maler, Zeichner, wissenschaftlicher Illustrator und Kunstpädagoge.

## Leben und Werk
Robert Kiener verdiente das Geld für sein Studium an der Gewerbeschule Bern mit Entwürfen zu Ofenkacheln für Berner Patrizierhäuser, für Möbel, Illustrationen in Büchern und Vorlagen für die von Konditoren in alle Welt versandten «Bärenmutzen». Während seiner Ausbildung belegte er auch Kurse bei dem Zeichen- und Mallehrer Paul Volmar an der Universität Bern.
Anschliessend konnte Kiener durch die Vermittlung von Karl Schenk sein Studium an der Académie Julian und der École Nationale des Arts Décoratifs in Paris fortsetzen. Dort freundete er sich mit Rudolf Münger und Gustav von Steiger an.
Kiener kehrte 1889 in die Schweiz zurück. 1890 erfolgte seine Wahl als Lehrer an die Zeichenschule in Saint-Imier. Hier schuf er viele seiner Jura-Landschaftsbilder. Daneben arbeitete er als anatomischer Zeichner in Zürich und Bern. Besonders die wissenschaftlichen Arbeiten mit Theodor Kocher stellen ein eigenes Lebenswerk dar. Für diesen illustrierte er das Werk Operationslehre.
Kiener heiratete 1891 die Lehrerin Maria Johanna Masshard. Ab 1903 lebte er wieder in Bern und unterrichtete als Zeichenlehrer an der dortigen Mädchensekundarschule. Es folgten mehrere Studienaufenthalte in Italien.
Kiener stellte seine Werke u. a. im Kunstmuseum Bern, in der Kunsthalle Basel, im Kunsthaus Zürich und im Aargauer Kunsthaus aus.